# Rio Abitibi
O rio Abitibi, também conhecido como rio Abbitibe, localiza-se no nordeste da província de Ontário, Canadá. Nasce no lago Abitibi e junta-se ao rio Moose, o qual desagua na baía de James. Tem 540 km de extensão.